# Штоклаза, Михаэль
Михаэ́ль Штокла́за (нем. Michael Stocklasa) — лихтенштейнский футболист, защитник. Выступал за сборную Лихтенштейна.
В прошлом выступал за «Винтертур», «Вадуц» и «Баден» и «Эшен-Маурен».

## Голы за сборную
| # | Дата            | Стадион                           | Соперник           | Счёт1 | Статус матча       |
| - | --------------- | --------------------------------- | ------------------ | ----- | ------------------ |
| 1 | 8 сентября 2002 | «Райнпарк», Вадуц (д)             | Северная Македония | 1:1   | ОЧЕ-2004, группа 7 |
| 2 | 11 августа 2010 | «Лаугардалсвёллур», Рейкьявик (г) | Исландия           | 1:1   | ТМ                 |

1. Первым указано число голов, забитых сборной Лихтенштейна

- д = дома
- г = в гостях
- ТМ = товарищеский матч
- ОЧЕ = отборочный турнир к Чемпионату Европы
- ОЧМ = отборочный турнир к Чемпионату мира